# Obecność (czasopismo)
Obecność – polski kwartalnik literacki wydawany w podziemiu od wiosny 1983 do jesieni 1988 we Wrocławiu przez Inicjatywę Wydawniczą „Aspekt”.
Czasopismo zostało uhonorowane podziemną Nagrodą Kulturalną „S” w 1986 roku.

## Historia
Założycielem i pierwszym redaktorem „Obecności”, wydawanej we Wrocławiu poza cenzurą państwową był Zbigniew Śmigielski (ps. Maciej Niesforny, Marek Słota, Zet). Pismo wychodziło od wiosny 1983 do jesieni 1988 roku, w sumie ukazały się 24 numery w formacie A5. Drukowane było nielegalnie na offsecie w państwowych drukarniach, w nakładzie wahającym się od 1 tys. do 1,7 tys. egzemplarzy. Na przestrzeni lat w skład redakcji wchodzili: Janusz Stolarczyk (ps. Paweł Kaczawski), Maciej Ratajczak, Lothar Herbst (ps. Lector), Krzysztof Hoffmann (ps. Cyryl Iwański) i Jacek Mulak (ps. Sylwester Skryba), Rafał Bubnicki (ps. Marek Zaborowski). Okładkę zaprojektował Jaromir Aleksiun. Przygotowane teksty trafiały przez siatkę łączników do składu i druku.
Na łamach „Obecności” ukazywały się, obok artykułów dotyczących bieżącej sytuacji politycznej, opracowań historycznych oraz omówień wydarzeń teatralnych i spraw związanych ze środowiskiem artystów plastyków, teksty takich poetów i pisarzy, jak: Stanisław Barańczak, Tomas Venclova, Zbigniew Herbert, Sławomir Mrożek, Anka Kowalska, Marianna Bocian, Jarosław Broda, Ewa Szumańska-Szmorlińska, Leszek Budrewicz.
Redakcja otrzymywała wsparcie z Norwegii i Niemiec, gdzie trafiały pojedyncze egzemplarze pisma. „Obecność” rozprowadzano po całej Polsce. W październiku 1985 roku aresztowano Lothara Herbsta. W latach 1983–1987 twórcy byli rozpracowywani przez Wydział III Komendy Wojewódzkiej MO/WUSW we Wrocławiu w ramach dwóch SOR Grafomani oraz Prezes (po 1987 roku). Ostatni numer ukazał się jesienią 1988 roku.